# St. Florian am Inn
St. Florian am Inn, Sankt Florian am Inn – gmina targowa w Austrii, w kraju związkowym Górna Austria, w powiecie Schärding. Liczy 3068 mieszkańców (1 stycznia 2015).